# Чемпионат СССР по классической борьбе 1961
30-й Чемпионат СССР по классической борьбе проходил в Кутаиси (наилегчайший, полулёгкий, полусредний и полутяжёлый веса) с 14 по 17 сентября и в Ташкенте (легчайший, лёгкий, средний и тяжёлый веса) с 1 по 4 октября 1961 года. В соревнованиях участвовало 198 борцов.

## Медалисты
| Весовая категория | Золото                                                   | Серебро                                      | Бронза                                      |
| ----------------- | -------------------------------------------------------- | -------------------------------------------- | ------------------------------------------- |
| Наилегчайший вес  | Армаис Саядов «Динамо» (Баку)                            | Сергей Рыбалко «Динамо» (Запорожье)          | Владимир Караваев «Динамо» (Новосибирск)    |
| Легчайший вес     | Владлен Тростянский «Буревестник» (Киев)                 | Лев Фишман «Динамо» (Киев)                   | Альберт Мнацаканян «Динамо» (Ереван)        |
| Полулёгкий вес    | Рефат Аблаев «Динамо» (Ташкент)                          | Владимир Сташкевич «Динамо» (Ростов-на-Дону) | Константин Вырупаев «Буревестник» (Иркутск) |
| Лёгкий вес        | Виктор Фесенко «Труд» (Таганрог)                         | Виталий Житенёв «Буревестник» (Минск)        | Григорий Гамарник «Динамо» (Киев)           |
| Полусредний вес   | Николай Яковенко Вооружённые Силы (Ростов-на-Дону)       | В. Егоров «Локомотив» (Ташкент)              | В. Иванкин «Спартак» (Львов)                |
| Средний вес       | Леонид Анфиногенов Вооружённые Силы (Московская область) | Анатолий Киров Вооружённые Силы (Москва)     | Алексей Ванин Вооружённые Силы (Москва)     |
| Полутяжёлый вес   | Анатолий Щуров «Буревестник» (Новокузнецк)               | А. Калинин «Динамо» (Москва)                 | Г. Синауридзе «Гантиади» (Кутаиси)          |
| Тяжёлый вес       | Иван Богдан Вооружённые Силы (Киев)                      | Анатолий Рощин Вооружённые Силы (Ленинград)  | Николай Шмаков «Спартак» (Киров)            |